# Conseil de Yesha

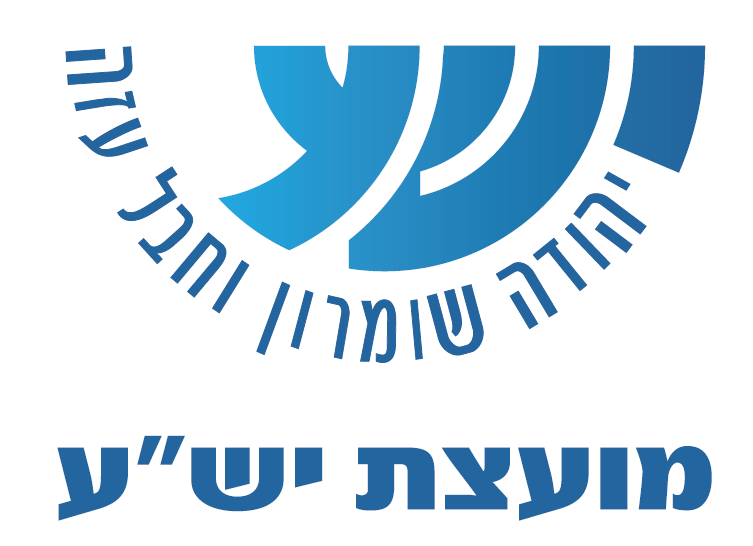
Logo.

Le Conseil de Yesha (hébreu : מועצת יש"ע, Moatzat Yesha) est une association représentant les colons israéliens du Yesha (acronyme hébreu pour Judée, Samarie, Gaza), c'est-à-dire la Cisjordanie, territoire palestinien occupé (et la bande de Gaza remise en 2005 à l'Autorité palestinienne). Il a été fondé dans les années 1970 en succession du Gush Emunim, mouvement fondamentaliste d'extrême-droite. Il est notoirement engagé dans la propagande en faveur de la colonisation israélienne.
Il est constitué de vingt-cinq maires élus et de dix dirigeants de communautés, représentant un total d’environ 500 000 personnes. Les plus grandes colonies du territoire sont Modiin Illit, Betar Illit, Ma'aleh Adumim et Ariel, qui comptent ensemble 214 676 habitants.
Il n’a aucun rôle officiel, mais reçoit des fonds de l’État et a souvent exercé un pouvoir important dans l’élaboration de la politique gouvernementale concernant les colonies israéliennes.
En 2005, il a dirigé le mouvement de protestation contre le plan de désengagement des territoires occupés ; ce mouvement a échoué et Israël a finalement cédé la bande de Gaza à l'Autorité palestinienne.
Le président du Conseil Yesha est depuis 2022 Shlomo Neeman (he).

## Engagement dans la propagande politique
Dani Dayan (en), président du Conseil de Yesha de 2007 à 2013, et ardent défenseur du maintien des colonies israéliennes en Cisjordanie, organise avec Naftali Bennett, alors directeur général du Conseil de Yesha, une vaste campagne de promotion de la colonisation israélienne, qui cible le public israélien comme le public étranger.
En Israël même, le Conseil fait de la publicité pour les colonies en vantant leurs attraits touristiques ;  il offre aux personnalités médiatiques des dégustations de produits des colonies. «"Les gens viennent à Yesha et voient la coexistence pacifique entre Juifs et Arabes", explique Naftali Bennett».
En ligne, Dali Dayan et Naftali Bennett ont promu l'image des colonies dans Wikipédia et sur les réseaux sociaux. Dans un article du Guardian d'août 2010, le conseil de Yesha et un autre groupe d'influence annoncent donner des cours pour modifier les articles de Wikipédia. Selon Moment (magazine) (en), média centré sur la communauté juive américaine, en 2011, «le Conseil de Yesha a coparrainé un cours d'édition de Wikipédia pour aider à incorporer le récit des colons dans les entrées de l'encyclopédie en ligne populaire et à peaufiner davantage leur image à l'étranger. Ensemble, environ 100 volontaires ont appris à éditer des entrées sur les revendications juives en Cisjordanie, ainsi que des termes litigieux comme « occupation »». Les éditions linguistiques de Wikipédia aussi bien en hébreu qu'en anglais ont été modifiées dans un sens sioniste, selon Haaretz.
Le Conseil Yesha a également créé Yisrael Sheli [Mon Israël], un groupe Facebook favorable à la colonisation israélienne qui compte plus de 15 000 membres.
En 2015, selon le portail web israélien Ynet, le Conseil de Yesha publie une nouvelle brochure sur l'occupation israélienne dans le but d'«enseigner son dogme aux enfants vivant en Cisjordanie». «Le livret illustré est rempli de messages tels que : « L'État de Palestine n'existe pas », « vandaliser des biens palestiniens est une infraction pénale - mais parfois des Arabes le font à d'autres Arabes »». Il est diffusé dans la plupart des universités israéliennes et auprès des professionnels en contact avec les adolescents. De même, selon +972 Magazine ce livret a pour but de "blanchir" l'occupation, expression présentée comme un "non-sens" par le Conseil de Yesha qui publie une carte où l'État d'Israël et territoires palestiniens occupés  figurent comme une masse indivise. La brochure a été tirée une première fois à 10 000 exemplaires selon Haaretz qui parle d'un« livret de propagande ».